# Astro's Playroom
Astro's Playroom (укр. Ігрова кімната Астро) — відеогра, розроблена підрозділом Japan Studio Team Asobi та видана компанією Sony Interactive Entertainment для PlayStation 5. Гра є продовженням Astro Bot Rescue Mission, попередньо встановленою на кожну консоль, а також слугує безкоштовною технічною демо-версією для контролера DualSense.
Гра була анонсована 11 червня 2020 року на презентації PlayStation 5. Реліз відбувся 12 листопада 2020 року. Разом з Demon's Souls, Astro's Playroom стала останньою грою, випущеною студією Japan Studio перед її розпадом у квітні 2021 року. У червні 2021 року Team Asobi офіційно відокремилася в незалежну студію у складі Sony PlayStation Studios.

## Ігровий процес
Astro's Playroom - це 3D-платформер, в якому гравець керує маленьким роботом Астробот, за допомогою контролера DualSense. Як і в попередній грі, Astro Bot Rescue Mission, він вміє стрибати, зависати, бити ворогів і навколишні предмети, а також використовувати спін-атаку, заряджаючи свій удар. Тактильний зворотний зв'язок контролера використовується для забезпечення реалістичних тактильних вібрацій від дій, таких як ходьба по різних типах матеріалів, наприклад, по піску, ходьба під дощем і ходьба проти вітру. Гра починається у світі-хабі під назвою CPU Plaza, який змодельований за мотивами внутрішньої частини консолі PlayStation 5 і надає доступ до п'яти світів, кожен з яких тематично пов'язаний з компонентами консолі, а артефакти тематично пов'язані з відповідними консольними системами: Memory Meadow (PlayStation 1994 року, PocketStation 1999 року (продавалася лише в Японії), PSone 2000 року), SSD Speedway (PlayStation 2 2000 року та PlayStation 2 Slim 2004 року), Cooling Springs (PlayStation Portable 2004 року), PlayStation 3 2006 року та PlayStation Vita 2012 року), та GPU Jungle (PlayStation 4 2013 року та PlayStation VR 2016 року). На площі також розташовані дві інші зони: Network Speed Run, де гравці можуть змагатися в розблокованих забігах на найшвидший час, який можна поділити в онлайн-таблицях лідерів, і PlayStation Labo, де зберігаються всі зібрані гравцем колекційні предмети.
Кожен з чотирьох світів розділений на чотири рівні, які пов'язані між собою. Два з цих рівнів передбачають звичайне проходження платформ, тоді як інші два - спеціальний костюм, який використовує можливості контролера DualSense. Наприклад, в одному світі є костюм жаби з пружиною знизу, в якому контролер потрібно нахилити вбік, щоб спрямувати жабу, і натиснути на спусковий гачок, щоб стиснути пружину, яка чинить опір, подібний до опору справжньої пружини, використовуючи адаптивну систему спускових гачків. Іншим прикладом є костюм бейсболіста, в якому гравець повинен провести пальцем по тачпаду, щоб керувати м'ячем. Світи також містять велику кількість інших роботів, які виконують різні дії, в тому числі розігрують сцени з різних нинішніх і колишніх ексклюзивних ігрових франшиз для PlayStation, таких як God of War і Resident Evil. У світах є кабельні дроти, за які Астробот може тягнути, щоб збирати снаряди, монети та артефакти. Є також ворожі роботи, яких Астробот може перемогти і також заробити монети. Якщо Астробот падає або зазнає поразки, рівень починається з останнього пройденого контрольного пункту.
У кожному світі існує три типи колекційних предметів: монети, частини пазлів та артефакти. Зібрані монети можна використати в ігровому автоматі в PlayStation Labo, щоб отримати колекційні ігрові фігурки, а також більше пазлів і артефактів. Шматочки пазлів використовуються для заповнення муралу PlayStation, який прикрашає стіни зони PlayStation Labo. А артефакти - це 3D-візуалізовані зображення реальних об'єктів з історії PlayStation, таких як консолі, контролери та аксесуари. Серед артефактів, знайдених у гача-машині, є: PSone (2000), мережевий адаптер PlayStation 2 (2000), портативна камера, мікрофон та GPS-приймач PlayStation (2004/2005), PlayStation Portable Go (2009), PlayStation 3 Slim (2009), PlayStation 3 Super Slim (2012), PlayStation 4 Slim (2016) та PlayStation 4 Pro (2016). Зібравши артефакти, гравець може розглядати їх, рухаючи контролером DualSense, і взаємодіяти з ними за допомогою тачпада або вбудованого мікрофона. Артефакти зберігаються в PlayStation Labo, де Астробот (і багато інших роботів) може пізніше взаємодіяти з ними, б'ючи або стрибаючи на них.
В кінці кожного світу знаходиться зона, натхненна послідовністю запуску попередніх чотирьох консолей PlayStation, де гравець отримує артефакт відповідної консолі як нагороду за проходження світу. Після проходження всіх чотирьох світів відкривається таємний п'ятий світ під назвою 1994 Throwback, в якому Астробот повинен завершити бій з босом, натхненний технічною демонстрацією T-Rex з першого демо-диска оригінальної PlayStation. Після перемоги над Т-Рексом гра не закінчується, оскільки з'являється роботизована версія оригінального Т-Рекса. Після перемоги над ним на екрані з'являються титри, і гравець отримує артефакти епохи PlayStation 5, зокрема контролер DualSense, HD-камеру, навушники Pulse 3D і саму консоль PlayStation 5.

## Розробка
Team Asobi розпочала розробку Astro's Playroom на початку 2018 року. Спочатку гра починалася як серія технічних демо-версій для контролера DualSense від PlayStation 5, хоча її статус стартової гри був встановлений лише на більш пізньому етапі розробки. За словами креативного директора Ніколя Дусе, під час роботи над грою було створено щонайменше 80 технічних демо-версій для контролера DualSense.
На честь бренду PlayStation у грі з'являються персонажі з кількох франшиз PlayStation, а також персонажі з серій сторонніх розробників, таких як Bandai Namco, Capcom, Square Enix, Konami та Activision. Team Asobi консультувалася з творцями оригінальних ігор, зокрема з продюсером серії Tekken Кацухіро Харада, щодо численних пасхалок, знайдених в Astro's Playroom, які відсилають до різних франшиз відеоігор. При розробці камео концепт-художник Тошіхіко Накаі зосередився на збереженні впізнаваності, гумору та привабливості для шанувальників. Деякі аніматори з Team Asobi раніше працювали над деякими оригінальними іграми, що згадуються в Astro's Playroom.

## Сприйняття
| Агрегатор  | Оцінка |
| ---------- | ------ |
| Metacritic | 83/100 |

| Видання                   | Оцінка    |
| ------------------------- | --------- |
| Destructoid               | 7/10      |
| Edge                      | 7/10      |
| Electronic Gaming Monthly | 10/10     |
| Eurogamer                 | Essential |
| Game Informer             | 8/10      |
| GameRevolution            | 4.5/5     |
| GameSpot                  | 8/10      |
| IGN                       | 8/10      |
| The Guardian              | 8/10      |

Astro's Playroom отримала загалом схвальні відгуки із загальною оцінкою 83/100 на Metacritic. Критики високо оцінили різноманітність гри, вшанування бренду PlayStation та використання контролера DualSense.
У дуже позитивній рецензії Моллі Паттерсон з Electronic Gaming Monthly поставила грі відмінну оцінку, високо оцінивши різноманітність ігрового процесу та ностальгічний фактор гри. Вона написала:
| Ліві лапки | Я абсолютно виправдано перейнялась емоціями, відкриваючи всі секрети Astro's Playroom. Незалежно від вашої прихильності до консолі чи компанії, легко забути, як багато ці 25 років існування PlayStation як ігрової платформи означали для нашого хобі. | Праві лапки |

Кріс Картер з Destructoid похвалив ігровий процес як чудову демонстрацію DualSense а також миттєві завантаження. Так само Мартін Робінсон з Eurogamer похвалив гру за багатообіцяючий погляд у майбутнє PlayStation 5 і зазначив, що це «одна з найкращих стартових ігор, які я пам'ятаю за всю історію».
Використання камео та відсилань до різних франшиз PlayStation та пов'язаних з PlayStation, таких як Uncharted, LittleBigPlanet та Crash Bandicoot, було високо оцінено Джо Дзюбою з Game Informer, який порівняв їхнє включення з різними ліцензійними відеоіграми Lego. Багато розробників, які стоять за різними згаданими франшизами, наприклад, Naughty Dog, позитивно відреагували на ці згадки.
Майк Епштейн з GameSpot насолоджувався візуальною точністю гри та міцністю платформера, але був критично налаштований щодо послідовності управління рухом. Джонатон Дорнбуш, пишучи для IGN, насолоджувався грою, яка вшановує історію PlayStation та взаємодію DualSense, але критикував її за те, що вона більше схожа на технічну вітрину, ніж на повноцінну гру. Скарги на те, що гра більше схожа на технічну вітрину поділяє й Ентоні Таорміна з Screen Rant.
Під час 24-ї щорічної премії D.I.C.E. Awards Академія інтерактивних мистецтв і наук номінувала гру Astro's Playroom на нагороду «Сімейна гра року».